# All In (honkbal en softbal)
De honkbal- en softbalvereniging All In uit Veldhoven (ook wel VHSV All In genoemd) is opgericht op 26 november 1979 en heeft haar velden op de Kempen Campus aan de Knegselseweg. All In staat ingeschreven bij de KNBSB.

## Oprichting
Op de groenstrook tussen de woonwijken het Look en Zonderwijk in Veldhoven werd door jongeren en een fanatieke honkbalfamilie het spelletje gespeeld. Al gauw sprak zich dit rond onder de schooljeugd. Mede hierdoor informeerde een ouder of er een club was in Veldhoven. Zo niet of wij die wilden oprichten. Zo kwam het dan Jan Hendrickx medestanders kreeg in Henny en Rob Wabnitz waarna de zoektocht naar de mogelijkheden begon. De oprichtingsvergadering van de vereniging vond plaats op maandagavond 26 november 1979 om acht uur. Er waren 45 personen aanwezig, waarvan 34 toekomstige leden.

## Huidige teams
All In heeft in elke leeftijdsklasse een of meerdere teams spelen. In 2024 kent All In de volgende teams:
- Senioren honkbal (H1 en H2)
- Senioren softbal
- Junioren honkbal[3] (U21)
- Aspiranten honkbal[3] (U15)
- Pupillen honkbal[3] (U12)

## Logo en tenue
In 2018 en 2019 heeft All In een nieuw logo en een nieuw tenue gekozen. Het nieuwe tenue bevat een zwarte jersey met All In op de borst, zwarte mouwen van het ondershirt, grijze broek, zwarte kousen en een zwarte pet met het clublogo. Dit nieuwe tenue heeft in 2020 de vijfde prijs gewonnen in de "mooiste shirt van Nederland" wedstrijd.